# Мануел де Арріага
Мануе́л Жозе де Арріа́га Бру́н да Сілве́йра і Пейрело́нге (порт. Manuel José de Arriaga Brum da Silveira e Peyrelongue; 8 липня 1840, Орта, острів Фаял — 5 березня 1917, Лісабон) — португальський політик; республіканець, згодом — демократ; після повалення монархії (1910) перший президент Португалії у 1911—1915 роках.

## Біографія
Вивчав право на юридичному факультеті Коїмбрського університету (1860—1865). Вступив до Республіканської партії, від якої обирався депутатом чотири рази до округу Мадейри (1882—1892). Його вважали добрим оратором.
17 жовтня 1905 року його було призначено ректором Коїмбрського університету. У 1910 році призначений повторно, разом з проректором Сідоніу Пайш.
У 1911 році його було обрано депутатом і президентом Республіки — першим головою держави нового режиму. Робив спроби згуртувати партію, яка між іншим розчленовувалась на окремі групи, проте результатів не досяг.
Після спроби перевороту у 1915 році (так званий Путч Шабель (порт. golpe das espadas)), Арріага запросив Пімента де Каштру сформувати новий уряд — рішення, яке вилилося у масову невдоволеність і кровопролиття з сотнями загиблих. Лише військовими діями вдалося відновити громадський порядок.
Теофілу Брага замінив Арріагу на посаді президента. Через два роки, 5 березня 1917, Арріага помер у Лісабоні. Спочатку був похований на цвинтарі «Празереш». 16 вересня 2004 року, за одностайним рішенням національного парламенту, тіло Арріаги було перенесене до Національного Пантеону.